# Carmen Tione Rupe
Carmen Tione Rupe, vaak eenvoudigweg bekend als Carmen, is een Nieuw-Zeelandse madam. Zij werd geboren als Trevor Rupe, en was onder meer een Nieuw-Zeeland-Australische dragqueen, bordeelhouder, en hiv/aids-activist. Carmen Rupe was de eerste iconische dragqueen van Nieuw-Zeeland.
Rupe werd geboren in 1936 in Taumarunui op het centrale Noordereiland van Nieuw-Zeeland. Ze verhuisde naar de stedelijke centra van Auckland en Wellington. Na drag-optredens gedaan te hebben tijdens de verplichte militaire training en periodes te hebben gewerkt als verpleegkundige en ober, verhuisde Carmen eind jaren vijftig naar Kings Cross in Sydney.
Ze beschreef hoe de Australische politie haar behandelde: ik werd ongeveer tien keer opgesloten in de Australische gevangenis Long Bay. Maar het heeft mij een sterker persoon gemaakt. Een arrestatie in Nieuw-Zeeland leverde geen veroordeling op, omdat dragging daar niet illegaal was, in tegenstelling tot in Australië.
In 1967 keerde zij terug naar Nieuw-Zeeland. In de jaren zeventig werd ze bekend om de seksueel tolerante locaties die ze in Wellington had opgericht. Met de naam van de zigeuner flamencodanseres Carmen Amaya, werd Carmen de eerste Māori drag-artiest in Australië en leefde vanaf die tijd als vrouw.

## Politiek
In Wellington exploiteerde Carmen Carmen's International Coffee Lounge en de stripteaseclub The Balcony. In de laatste gelegenheid werden onder andere striptease shows en drag voorstellingen gegeven. Ondanks het feit dat de Nieuw-Zeelandse wet homoseksuele handelingen strafbaar stelde, betwistte Carmen de openlijke discriminatie van en vooroordelen jegens mensen in de homo- en transgender gemeenschappen. Ze was niet bang om met de pers te praten en werd door de Nieuw-Zeelandse premier Robert Muldoon opgeroepen om voor de Privileges Committee te verschijnen omdat zij suggereerde dat sommige Nieuw-Zeelandse parlementsleden homoseksueel of biseksueel waren.
In 1977 streed Carmen voor het burgemeesterschap van Wellington, met de steun van de plaatselijke zakenman Sir Bob Jones en een platform voor homohuwelijken en gelegaliseerde bordelen. Beide laatstgenoemde onderwerpen behoren binnen Nieuw-Zeeland niet tot de taken van de gemeente. Michael Fowler won de herverkiezing als burgemeester met bijna 41% van de stemmen; Carmen behaalde ruim 4% van de stemmen.